# Plagiopetalum esquirolii
Plagiopetalum esquirolii là một loài thực vật có hoa trong họ Mua. Loài này được (H. Lév.) Rehder miêu tả khoa học đầu tiên năm 1934.